# Президентские выборы в Гватемале (1920, август)
Президентские выборы в Гватемале прошли 27 августа 1920 года. В результате победу одержал Карлос Эррера-и-Луна, получивший 95 % голосов избирателей.

## Результаты
| Кандидат                           | Партия                                                                     | Голоса  | %     |
| ---------------------------------- | -------------------------------------------------------------------------- | ------- | ----- |
| Карлос Эррера-и-Луна               | Объединённая партия                                                        | 246 976 | 94,59 |
| Хосе Леон Кастильо                 | Республиканская партия                                                     | 7 948   | 3,04  |
| Франсиско Фуентес                  | Западная Республиканская партия — Конституционалистская либеральная партия | 5 983   | 2,29  |
| 53 прочих кандидатов               | 53 прочих кандидатов                                                       | 204     | 0,08  |
| Недействительных/пустых бюллетеней | Недействительных/пустых бюллетеней                                         |         | -     |
| Всего                              | Всего                                                                      | 261 111 | 100   |
| Источник: Moore, Lloyd Jones       |                                                                            |         |       |